# Román Filiú
Román Filiú ha sido saxofonista, líder de orquesta y compositor desde hace más de 20 años. Nacido y criado en Santiago de Cuba, ha tocado, grabado y realizado giras por todo el mundo con una gran variedad de artistas. Lidera varios grupos, como Quarteria, que Musae o el Roman Filiú Quartet. Entre sus muchas colaboraciones, Román ha tocado en el proyecto Irakere de Chucho Valdés, ha sido el director musical de David Murray´s Big Band y ha tocado con destacados músicos como Andrew Cyrille, Gonzalo Rubalcaba (nominado al premio Grammy con Antiguo), Dafnis Prieto (premio Grammy en 2018), Milford Graves, Miguel Zenón y Omara Portuondo, por nombrar algunos.

## Sus inicios y su formación temprana
Comenzó a estudiar piano a los 8 años en el Conservatorio Esteban Salas de Santiago de Cuba, y empezó a tocar el saxofón con 10 años. Mantuvo la práctica de ambos instrumentos hasta el año 1987, cuando inició sus estudios de nivel medio de saxofón en la Escuela Profesional de Música José White, en Camagüey, con Roberto Benítez. Durante esos años, quedó primero en el concurso Amadeo Roldán de Música de Cámara. Comenzó a trabajar como músico en las comparsas y carnavales de Santiago de Cuba. Se graduó en 1991 y comenzó sus estudios superiores en 1992 en el Instituto Superior de Arte en La Habana con Miguel Ángel Villafruela.

## Carrera profesional
Su carrera como músico profesional comenzó con la orquesta de Isaac Delgado, con la que trabajó durante cuatro años, grabó varios discos y realizó giras internacionales. Durante este tiempo, estableció relaciones con varios de los músicos más importantes de Cuba con los que luego colaboró, grabó y tocó.

Mientras estudiaba en el Instituto Superior de Arte, Chucho Valdés le ofreció tocar con su grupo Irakere, y se graduó con el título superior de saxofón mientras trabajaba con este proyecto. La banda llegó a tocar en lugares como el Carnegie Hall o en importantes festivales de jazz. Realizaron giras por el mundo entero, lo que le dio la oportunidad de grabar con muchos artistas cubanos e internacionales, como David Murray o Gonzalo Rubalcaba; así como de realizar giras con músicos de la talla de Pablo Milanés.

En 2009, comenzó a relacionarse con Henry Threadgill, antes de mudarse definitivamente a Nueva York, en 2011. Allí tuvo la oportunidad de girar con él, con Steve Coleman, David Virelles y Dafnis Prieto, entre otros músicos.

## Clases y composición
Román Filiú ha impartido clases en Sedajazz en Valencia y en Langnau Artists in Residence en Suiza. Ha realizado workshops en lugares como la escuela pública de Chicago o la UTT en Trinidad y Tobago. También fue profesor de la ENA de saxofón, en el Brooklyn Conservatory y en la New School de Nueva York.

Gracias a todas las ayudas que recibió, grabó dos discos como líder, Quarteria y Musae, los cuales ha presentado en varios festivales de jazz, así como en importantes locales de música en Nueva York y en España. También ha escrito música para otros formatos, como el cuarteto para saxofones para el Vitral Saxophone Quartet.

## Suona Records
Es cofundador del sello discográfico Suona Records, con el cual va a presentar el proyecto Inkalimeva. Se trata de un sello dedicado a la libertad creativa del músico sin imponer limitaciones a los artistas. Además, se pretende que sea una plataforma para potenciar a los artistas que no tengan medios de fácil acceso al mundo discográfico.

## Premios
En 2013 recibió el premio Cuba Disco por su proyecto Musae. En 2014, The Jazz Gallery le proporcionó una de sus comisiones para escribir Quarteria, su segundo trabajo como líder. Chamber Music America le otorgó una comisión en 2016, y en 2021 recibió otra de BAX de Brooklyn para escribir el proyecto multidisciplinar Recipes for duos.

## Influencias musicales
Sus influencias musicales abarcan desde la música cubana, con pianistas como Chucho Valdés, Gonzalo Rubalcaba o Emiliano Salvador, entre otros artistas, hasta la música clásica, con un especial gusto por Béla Bartók, por las obras sinfónicas y las piezas para violín. A su vez, se impregnó de la escena local de Santiago de Cuba en su niñez. Ha recibido, también, fuertes influencias musicales, tanto de músicos como Charlie Parker o Herbie Hancock, como de Muhal Richard Abrams, Henry Threadgill, Steve Coleman o Bunky Green, entre muchos otros.

## Discografía

### Como líder
- Blowin´ Reflections (Bost, 2006)
- Musae (Dafnison, 2010)
- Quartería (Sunnyside, 2016)

### Como sideman
- Con Alfredo Rodríguez
  - The Invasion Parade (Mack Avenue, 2014)
- Con Ariel Brínguez
  - Experience (Cezanne Producciones, 2017)
- Con Dafnis Prieto       
  - Back to the sunset (Dafnison Music, 2018)
  - Transparency (Dafnison Music, 2020)
- Con David Murray  
  - Waltz again (Justin Time Records, 2005)
  - “David Murray Cuban Ensemble plays Nat King Cole in Español” (Motéma, 2011)
- Con David Virelles
  - Continuum (Pi Recordings, 2012)
  - Igbo Alakorin (Pi Recordings, 2018)
- Con Denis Cuní
  - Aocaná (Warner Music Spain, 2009)
- Con Donna Hightower
  - Donna Hightower (Radiotelevisión Española, 2006)
- Con Eva Cortés
  - Crossing borders (Origin Records, 2017)
- Con Henry Threadgill
  - Old locks and irregular verbs (Pi Recordings, 2016)
  - Dirt... and more dirt (Pi Recordings, 2017)
  - Double Up, plays Double Up plus (Pi Recordings, 2018)
- Con Isaac Delgado   
  - Prohibido (Lusafrica, 2005)
- Con Jacob Garchik  
  - Clear Line (Yestereve records, 2020)
- Con Javier Limón     
  - Son de Limón (Sony BMG Music España D.L, 2008)
- Con Juan Manuel Ceruto  
  - Tributo a Emiliano Salvador (Yemaya, 2000)
- Con Julio Padrón     
  - Buenas Noticias (Night And Day Distribution, 2002)
- Con Marta Sánchez  
  - Partenika (Fresh Sound Records, 2015)
  - Danza Imposible (Fresh Sound Records, 2017)
  - El rayo de luz      (Fresh Sound New Talent, 2019)
  - SAAM  (Whirlwind Recordings, 2022)
- Con Martin Nevin     
  - Tenderness is Silent (Martin Nevin, 2018)
- Con Michele Rosewoman  
  - Hallowed (Advance Dance Disques, 2019)
- Con Niclas Knudsen
  - Human beat boxer: Second stroke (Stunt, 1999)
- Con Ojos de Brujo   
  - Techarí live (Diquela Records, 2007)
- Con Sam Harris
  - Interludes (Fresh Sound Records, 2013)